# Runneburg
Cetatea Runneburg se află așezat în orașul Weißensee în districtul Sömmerda din Turingia, Germania.